# ميشيل هايمان
ميشيل هايمان (بالإنجليزية: Michelle Heyman)‏ (4 يوليو 1988 في أستراليا - ) هي لاعبة كرة قدم أسترالية في مركز الهجوم، شاركت في كرة القدم في الألعاب الأولمبية الصيفية 2016. وشاركت مع منتخب أستراليا لكرة القدم للسيدات. أما مع النوادي، فقد لعبت مع كانبيرا يونايتد ونادي بروندبي ووسترن نيويورك فلاش وسيدني إف سي ‏ وCentral Coast Mariners FC (women) ‏.

## وصلات خارجية
- ميشيل هايمان على موقع الاتحاد الدولي (مؤرشف)  (الإنجليزية)
- ميشيل هايمان على موقع الاتحاد الأوربي (الإنجليزية)
- ميشيل هايمان على موقع قاعدة بيانات كرة القدم.إي يو (الإنجليزية)
- ميشيل هايمان على موقع Soccerway.com (الإنجليزية)
- ميشيل هايمان على موقع عالم كرة القدم.نت (الإنجليزية)
- ميشيل هايمان على موقع اللجنة الأولمبية الدولية (الإنجليزية)
- ميشيل هايمان على موقع أوليمبيديا (الإنجليزية)
- ميشيل هايمان على موقع اللجنة الأولمبية الأسترالية (الإنجليزية)